# Женская сборная Алжира по баскетболу 3×3
Женская сборная Алжира по баскетболу 3×3 представляет Алжир на международных соревнованиях по баскетболу 3×3. Управляющим органом является Федерация баскетбола Алжира (араб. الاتحاديه الجزائريه لكرة السلة‎, фр. Fédération Algérienne de Basket-Ball, FABB).
По состоянию на 22 сентября 2024, женская сборная Алжира по баскетболу 3×3 занимает 34-е место в мировом рейтинге ФИБА женских сборных по баскетболу 3×3.

## Результаты выступлений
| Турнир                      | Золото | Серебро | Бронза | Всего |
| --------------------------- | ------ | ------- | ------ | ----- |
| Чемпионат Африки            | —      | —       | —      | —     |
| Африканские игры            | —      | —       | —      | —     |
| Средиземноморские игры      | —      | —       | —      | —     |
| Игры исламской солидарности | —      | —       | —      | —     |
| Итого                       | —      | —       | —      | —     |

### Чемпионат Африки
| Год       | Место          | Игры           | Победы         | Поражения      | Состав команды                                             |
| --------- | -------------- | -------------- | -------------- | -------------- | ---------------------------------------------------------- |
| 2017—2022 | не участвовали | не участвовали | не участвовали | не участвовали | не участвовали                                             |
| Каир 2023 | 6              | 5              | 2              | 3              | Amel Bouzenna, Ikbal Chenaf, Nesrine Taibi, Kaouther Ketfi |

### Африканские игры
| Год        | Место          | Игры           | Победы         | Поражения      | Состав команды                                                         |
| ---------- | -------------- | -------------- | -------------- | -------------- | ---------------------------------------------------------------------- |
| 2019       | не участвовали | не участвовали | не участвовали | не участвовали | не участвовали                                                         |
| Аккра 2023 | 12             | 4              | 1              | 3              | Manel Zeghadi, Meriem Moualek, Yasmine Yamna Mekhloufi, Kaouther Ketfi |

### Средиземноморские игры
| Год       | Место          | Игры           | Победы         | Поражения      | Состав команды                                             |
| --------- | -------------- | -------------- | -------------- | -------------- | ---------------------------------------------------------- |
| 2018      | не участвовали | не участвовали | не участвовали | не участвовали | не участвовали                                             |
| Оран 2022 | 10             | 3              | 0              | 3              | Cerine Allik, Loubna Belabbas, Iness Gribi, Kaouther Ketfi |

### Игры исламской солидарности
| Год       | Место          | Игры           | Победы         | Поражения      | Состав команды                                          |
| --------- | -------------- | -------------- | -------------- | -------------- | ------------------------------------------------------- |
| Баку 2017 | 8              | 4              | 0              | 4              | Nesrine Taibi, Ikbal Chenaf, Lylia Refes, Sofia Saidani |
| 2023      | не участвовали | не участвовали | не участвовали | не участвовали | не участвовали                                          |